# Обыда
Обыда — женский персонаж удмуртской мифологии. В фольклоре представляется в двух ипостасях: как лесной дух и как удмуртский аналог Бабы-Яги.

## Этимология
По мнению большинства лингвистов, слово «обыда» не является чисто удмуртским. Есть мнение, что оно заимствовано из древнетюркских языков и восходит к санскритскому слову «amithaba» — «дух природы» (ср. также мар. «овда», «овыда», «абда» — «злой дух»; тат. «атапа» — «некий дух», «чёрт»; чув. «упӑте» — «лесной дух», «леший»). Финский исследователь Юрьё Вихманн предположил, что в удмуртский оно пришло из чувашского, с чем согласен автор этимологического словаря чувашского языка Михаил Федотов.
Языковед Фёдор Гордеев сравнивал марийское «овда» с осетинским «ävdiiw» — «демон», «колдун», куда оно, возможно, попало от сарматов. Однако впоследствии другими лингвистами это предположение было опровергнуто.